# Hålmonterat

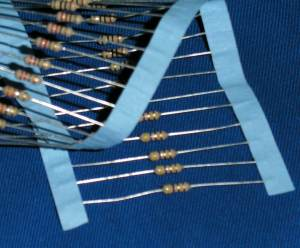
Hålmonterade motstånd.

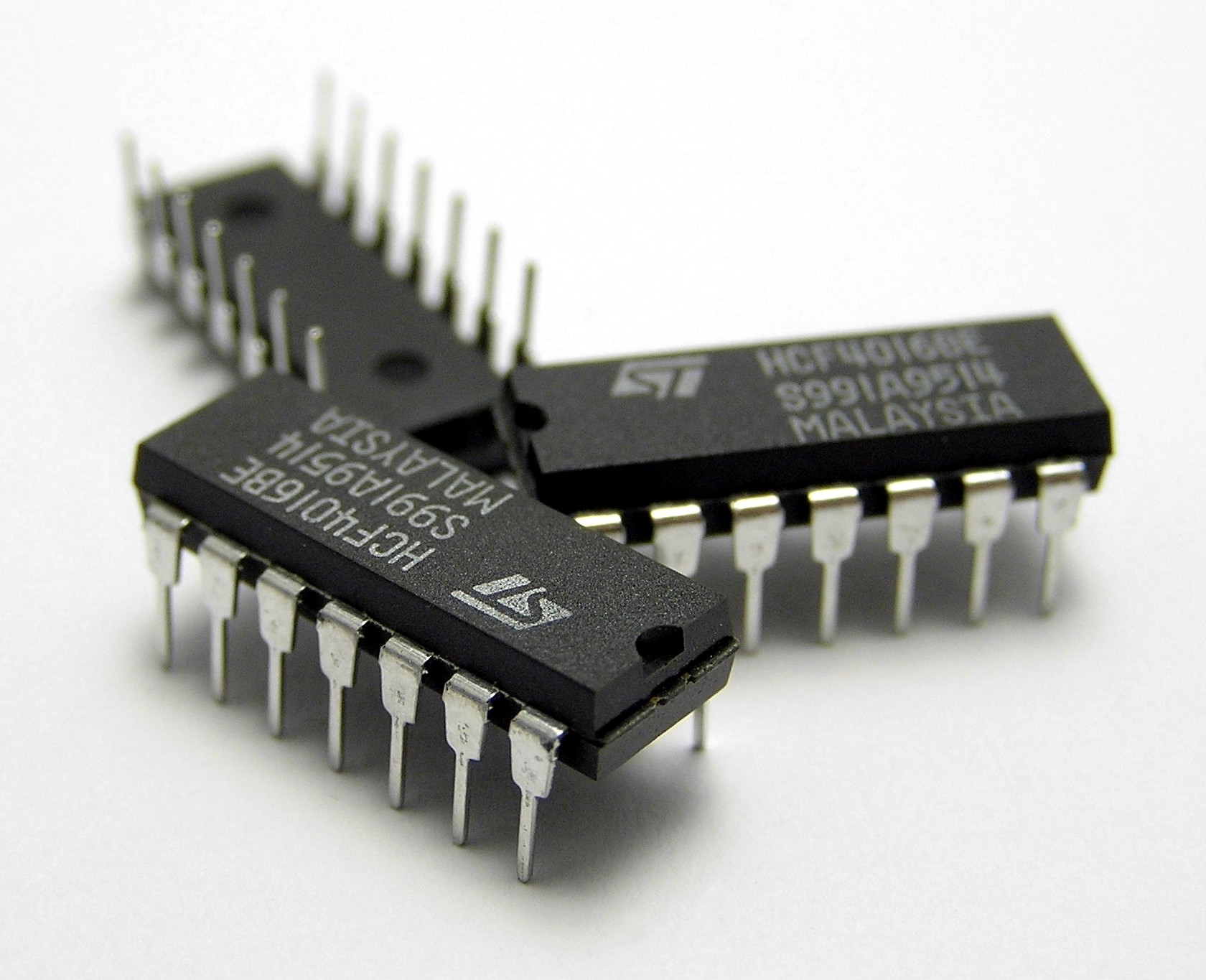
Hålmonterade (eng. Dual in-line package, DIP) kapslade IC

Hålmonterat, också omnämnt som "genom-hålat", avser ett monteringssätt som används för elektroniska komponenter som involverar användandet av anslutningsben på komponenter som sätts in i hål (PTH, "pin through hole" - Pläterat genom-hålat) borrat i mönsterkort (Printed Circuit Board, PCB) och lött till metallbelagda ytor på motsatt sida.

## Fördelar
- Starkare anslutning än ytmontering
- Enklare prototypframställning, utbyte och testning
- Robusta mekaniska anslutningar[1]
- Perfekt för prototypframställning och felsökning
- Lätt att testa

## Nackdelar
- Större utrymmesutnyttjande jämfört med ytmontering
- Manuell montering krävs
- Lägre komponentdensitet[1]
- Högre produktionskostnader
- Arbetsintensiv tillverkningsprocess